# Dlžín
Dlžín (hongrois : Delzsény) est un village de Slovaquie situé dans la région de Trenčín.

## Histoire
La première mention écrite du village date de 1272.

## Démographie

### Évolution de la population
| Année:               | 1994. | 2004.    | 2014.   | 2024.    |
| -------------------- | ----- | -------- | ------- | -------- |
| Nombre de personnes: | 214   | 187      | 176     | 146      |
| Différence:          |       | -12,61 % | -5,88 % | -17,04 % |

| Année:               | 2023. | 2024.   |
| -------------------- | ----- | ------- |
| Nombre de personnes: | 152   | 146     |
| Différence:          |       | -3,94 % |